# Borgward
Borgward var et vesttysk bilmærke. Fabrikken blev grundlagt af Carl F.W. Borgward i 1921 og den producerede frem til 1961 i Bremen. 
Mærket valgte at stoppe sin produktion af biler i 1961.
I 2015 kom det frem, at stifteren bag mærkets' barnebarn fandt investorer i Kina, og satser primært på SUV'er.
Hovedkvarteret ligger i Stuttgart, men al produktion vil ske inden for den kinesiske by Beijing, som også vil stå for hovedparten af det samlede salg.
Produktionen bestod af:
- Borgward 2000
- Borgward 2300
- Borgward Hansa 1500.
- Borgward Hansa 1800 og 1800 D
- Borgward Hansa 2400
- Borgward Isabella
- Borgward P100
- Borgward 230.
- Goliath Pioner.